# Скафа
Скафа (італ. Scafa) — муніципалітет в Італії, у регіоні Абруццо,  провінція Пескара.
Скафа розташована на відстані близько 135 км на схід від Рима, 55 км на схід від Л'Аквіли, 28 км на південний захід від Пескари.
Населення — 3801 особа (2014).

## Демографія
Населення за роками:

Станом на 1 січня 2023 року в муніципалітеті офіційно проживало 120 іноземців з 26 країн, серед них 40 громадян країн Євросоюзу та 6 громадян України.

## Сусідні муніципалітети
- Аббатеджо
- Аланно
- Болоньяно
- Леттоманоппелло
- Сан-Валентіно-ін-Абруццо-Читеріоре
- Торре-де'-Пассері
- Турриваліньяні